# 矛尾蜂鸟
，是雨燕目蜂鸟科的一种鸟类，为矛尾蜂鸟属（学名：Thaumastura）的唯一一种。
矛尾蜂鸟体重约1.9克，翼长约40.3毫米，嘴峰长约16毫米，喙宽度约1.6毫米，喙厚度约1.4毫米，跗蹠长约4毫米，尾长约73.4毫米。矛尾蜂鸟是部分迁徙的鸟类，其栖息在半开放的灌木丛中，食性为草食性，主要食物来源是植物的花蜜。
矛尾蜂鸟分布于秘鲁西部至智利极北部。该物种是单型物种，没有亚种分化。